# Talofa Airways
Talofa Airways is een particuliere luchtvaartmaatschappij in Samoa, met hoofdkwartier in Apia. De thuisbasis is Fagali'i Airport. De naam komt van de Samoaanse groet Talofa.

## Geschiedenis
Talofa Airways werd in 2016 opgericht door Toleafoa Jeffrey Hunter, die eerder als piloot werkte voor verschillende luchtvaartmaatschappijen in de Zuidelijke Stille Oceaan-regio. Hij verwierf twee Rockwell 690B Turbo Commanders, die hij in het voorjaar van 2016 vanuit de Verenigde Staten naar Samoa overbracht.
De officiële lancering van Talofa Airways vond plaats op 22 augustus 2016 op Fagali'i Airport, dat dient als de operationele basis van de maatschappij. Een week later, op 29 augustus, vond de inaugurele vlucht plaats. De maatschappij begon met een lijndienst naar Pago Pago in Amerikaans-Samoa, en op 1 juli 2017 kwam er een lijndienst naar het vliegveld Fua'amotu bij de plaats Nukualofa (Tonga).

## Directie
De oprichter Toleafoa Jeffrey Hunter is werkzaam als algemeen directeur. De financieel directeur is Taua Fatu Tielu, een voormalig algemeen directeur van het eveneens Samoaanse Polynesian Airlines.

## Incidenten
Op 12 januari 2017 was een van de Aero Commanders betrokken bij een ongeval na de landing op het vliegveld van Pago Pago. Daarbij raakte niemand gewond, maar het vliegtuig raakte beschadigd en wordt sindsdien niet meer door Talofa Airways ingezet.